# Konstantin Michailowitsch Sibirjakow
Konstantin Michailowitsch Sibirjakow (russisch Константин Михайлович Сибиряков; * 1854 in Irkutsk; † nach 1908) war ein russischer Unternehmer, Bildhauer und Mäzen.

## Leben
Sibirjakows Vater Michail Sibirjakow (1815–1874) war Goldbergbau-Unternehmer und Gründer der Stadt Bodaibo.
Sibirjakow studierte in St. Petersburg an der Kaiserlichen Akademie der Künste mit Abschluss bei Nikolai Lawerezki. Als der Vater 1874 starb, erhielt Sibirjakow wie seine Brüder Alexander und Innokentij ein Drittel des gesamten Familienbesitzes, so dass Sibirjakow nun Besitzer eines Kapitals von 875.000 Rubel und Teilhaber der Lena-Witim-Reederei, der Goldfelder des Vaters und zweier Goldindustrie-Gesellschaften war.
In St. Petersburg kam Sibirjakow mit Narodniki in Kontakt, unter deren Einfluss er eine Volksbibliothek mit Lesesaal gründete. Er finanzierte die 1878–1881 erschienene literarisch-politische Monatszeitschrift Slowo, die er zusammen mit dem Grundherrn aus dem Gouvernement Samara Apollon Schemtschuschnikow herausgab. Die Druckerei der Zeitschrift druckte auch revolutionäre Flugblätter, weshalb Sibirjakow erstmals unter Polizeibeobachtung gestellt wurde.
Während sein älterer Bruder Alexander große Summen in den Fluss- und Seeverkehr investierte, kaufte Sibirjakow in der Mitte der 1870er Jahre von verarmten Grundherrn des Gouvernements Samara große Ländereien auf, um dort eine technisch effektive Landwirtschaft zu organisieren. Er kaufte ausländische Landwirtschaftsmaschinen und insbesondere zwei Dampfpflüge und ließ auf den Höfen feste Mauerziegel- und Lehmziegel-Gebäude für das Vieh und die Geräte bauen. Allerdings waren die neuen Maschinen und Geräte bald defekt, und die Einnahmen deckten nicht die Kosten. Abgesehen davon hatte er auch hier Pläne zur revolutionären Propaganda. Zu Sibirjakows Angestellten gehörten Konstantin Iwanowitsch Sumkin, der 1874 einem Samaraer revolutionären Kreis angehörte, Alexander Solowjow, der 1879 ein erfolgloses Attentat auf Alexander II. verübte, und Alexei Andrejewitsch Alexandrowski, der im Prozess der 193 im Januar 1878 freigesprochen wurde. Die Angeklagten waren von Sibirjakow finanziell unterstützt worden. Auf dem Gut Skolkowo lebte in dieser Zeit der Schriftsteller Gleb Uspenski mit seiner Frau, die an den von Sibirjakow eingerichteten Grundschulen unterrichtete. 1879 kam Sibirjakow unter inoffizielle polizeiliche Beobachtung. Als der Gouverneur des Gouvernements Samara Alexander Swerbejew den Bau einer Landwirtschaftsschule untersagte, gab Sibirjakow seine dortigen Pläne auf und verkaufte schließlich die meisten Ländereien im Gouvernement Samara. 1887 kaufte die Familie Uljanow den Gutshof Alakajewka, nachdem sie nach der Hinrichtung des ältesten Sohns Alexander von Simbirsk nach Samara umgezogen war. In Alakajewka wurde später ein Lenin-Museum eingerichtet.
1885 hatte Sibirjakow in seinem Brief an Lew Tolstoi vorgeschlagen, ihm monatlich 100 Rubel zur Verteilung an Bedürftige zu schicken und eine Zeitschrift für das einfache Volk zur Hebung der Moral herauszugeben, was von Tolstoi begrüßt wurde. Sibirjakow war wiederholt in Jasnaja Poljana. Er unterstützte den Verlag Posrednik und die Zeitschrift Russkoje Bogatstwo und finanzierte Veröffentlichungen. Auf seinem Samaraer Landgut wurde 1886–1889 eine „intelligente“ Landwirtschaftssiedlung eingerichtet.
Sibirjakow widmete sich der Landwirtschaft nun auf seinem Landgut am Schwarzen Meer nicht weit von Tuapse. Gräfin Praskowja Uwarowa besuchte 1886 das Landgut und bewunderte die luxuriös ausgestattete Datsche, die Sibirjakow in eine Landwirtschaftsschule umwandelte. Sibirjakow legte dort Rizinus-, Sesam-, Sorghum- und Ramie-Pflanzungen an. Es wurden Baumwolle und Tee angebaut. Die dort hergestellten Weine erwarben sich eine Spitzenstellung unter den Schwarzmeer-Weinen. 1886 entstand dort innerhalb von 5 Monaten die erste Tolstoi-Kolonie am Kaukasus. Er kaufte in Tuapse ein Grundstück für den Bau einer Obst- und Weinbauschule. Bereits 1881–1882 hatte er den Bau einer öffentlichen Schule in Tuapse finanziert und für Bildungseinrichtungen in der Region gespendet. Zusammen mit seinen Brüdern Alexander und Innokenti stiftete Sibirjakow 10 Stipendien für die Höheren Bestuschewskije kursy für Frauen in St. Petersburg.
Auch der Erfolg des Landguts bei Tuapse blieb unsicher. Nach dem Tod seiner Tochter Warwara verkaufte Sibirjakow in den 1890er Jahren dieses Landgut an den Unternehmer Wiktor Golubew und zog nach Georgien, wo er sich im Gouvernement Kutaissi bei Batumi eine Datsche kaufte. Als sein Bruder Innokenti 1896 Mönch wurde, erhielt Sibirjakow auch noch dessen Anteil des väterlichen Erbes.
In den 1890er Jahren betätigte Sibirjakow sich bildhauerisch. Ein bis heute bekanntes Werk ist die Büste des Ethnographen Nikolai Jadrinzew, die 1904 auf dessen Grab in Barnaul aufgestellt wurde. Das Porträt eines Unbekannten befindet sich im St. Petersburger Russischen Museum, während das Frauenporträt von 1897 in der Rjasaner Gemäldegalerie aufbewahrt wird. Er schuf eine Büste des Journalisten Grigori Jelissejew und ein (verlorengegangenes) Basrelief seiner Frau für deren Gräber an den Literatenbrücken auf dem Wolkowo-Friedhof.
Schließlich kehrte Sibirjakow nach Irkutsk zurück. Er entwickelte Pläne für den Anbau von Baumwolle in Südsibirien, wo solche Aktivitäten begünstigt wurden. Seine gesundheitlichen Probleme und der Verlust eines großen Teils seines Kapitals durch verlustreiche Projekte und seine ausgedehnte Wohltätigkeit verhinderten diese Pläne.

## Ehrungen
- Russischer Orden der Heiligen Anna III. Klasse
- Ehrenbürger der Stadt Irkutsk